# Collegio delle Nobili Vergini di Gesù
Il Collegio delle Nobili Vergini di Gesù è un edificio situato a Castiglione delle Stiviere, in Provincia di Mantova; costituisce la Casa madre delle Vergini di Gesù. Ospita al suo interno il Museo storico aloisiano.

## Storia e descrizione
È un complesso di edifici di diverse epoche e collegati tra loro. Inizialmente era la dimora cinquecentesca della nobile famiglia Aliprandi, in cui nacque Elena Aliprandi (1573-1608), moglie di Rodolfo Gonzaga (1569-1593) e madre delle fondatrici del Collegio.
Venne fondato il 21 giugno 1608 dalle tre nipoti di San Luigi Gonzaga, Cinzia, Olimpia e Gridonia.